# Acremonium zeae
Acremonium zeae är en svampart som beskrevs av W. Gams & D.R. Sumner 1971. Acremonium zeae ingår i släktet Acremonium, ordningen köttkärnsvampar, klassen Sordariomycetes, divisionen sporsäcksvampar och riket svampar.   Inga underarter finns listade i Catalogue of Life.